# Campionati italiani di aquathlon del 2003
I Campionati italiani di aquathlon del 2003 (IV edizione) sono stati organizzati dalla Federazione Italiana Triathlon e si sono tenuti a Livorno in Toscana, in data 10 agosto 2003.
Tra gli uomini ha vinto Claudio Oriana ( Pro Patria Acros), mentre la gara femminile è andata a Silvia Gemignani (DDS).

## Risultati

### Élite uomini
| Pos. | Atleta              | Società sportiva    | Corsa    | Nuoto    | Corsa    | Totale   |
| ---- | ------------------- | ------------------- | -------- | -------- | -------- | -------- |
|      | Claudio Oriana      | Pro Patria Acros    | 00:00:00 | 00:19:30 | 00:26:53 | 00:26:53 |
|      | Gabriele Pertusati  | Silca Ultralite     | 00:00:00 | 00:19:41 | 00:27:04 | 00:27:04 |
|      | Leonardo Fiorella   | Fiamme Oro          | 00:00:00 | 00:19:39 | 00:27:22 | 00:27:22 |
| 4    | Alessandro Bottoni  | Fiamme Azzurre      | 00:07:14 | 00:13:02 | 00:07:23 | 00:27:39 |
| 5    | Fabio Guidelli      | Maranello Triathlon | 00:00:00 | 00:20:15 | 00:27:55 | 00:27:55 |
| 6    | Manuel Canuto       | Fiamme Oro          | 00:00:00 | 00:20:15 | 00:28:12 | 00:28:12 |
| 7    | Luca Villa          | Fiamme Oro          | 00:00:00 | 00:20:47 | 00:28:37 | 00:28:37 |
| 8    | Umberto Mazzini     | Fiamme Azzurre      | 00:00:00 | 00:20:48 | 00:28:50 | 00:28:50 |
| 9    | Dimitri Ricci       | B2K Triathlon       | 00:07:50 | 00:12:37 | 00:08:27 | 00:28:54 |
| 10   | Alberto Casadei     | Bianchi Mes3Sports  | 00:00:00 | 00:20:54 | 00:28:58 | 00:28:58 |
| 11   | Alessandro Grasso   | Triathlon Genova    | 00:00:00 | 00:21:02 | 00:28:59 | 00:28:59 |
| 12   | Stefano Mosconi     | B2K Triathlon       | 00:07:09 | 00:14:07 | 00:07:48 | 00:29:04 |
| 13   | Fabio Sorgato       | Stra Triathlon      | 00:00:00 | 00:20:46 | 00:29:11 | 00:29:11 |
| 14   | Maurizio Carta      | Minerva Roma        | 00:00:00 | 00:00:00 | 00:29:43 | 00:29:43 |
| 15   | Gabriele Balestrini | Balestrini Team     | 00:07:25 | 00:14:01 | 00:08:21 | 00:29:47 |
| 16   | Pier Luigi Musu     | Cerbero             | 00:07:21 | 00:00:00 | 00:29:58 | 00:29:58 |
| 17   | Gabriele Salini     | B2K Triathlon       | 00:07:52 | 00:13:14 | 00:08:54 | 00:30:00 |
| 18   | Lorenzo Villa       | Galileo Triathlon   | 00:07:28 | 00:14:59 | 00:07:51 | 00:30:18 |
| 19   | Fiorenzo Caterini   | Iron Team           | 00:07:24 | 00:14:25 | 00:08:36 | 00:30:25 |
| 20   | Andrea Lovato       | Fumane Triathlon    | 00:00:00 | 00:22:12 | 00:30:29 | 00:30:29 |

### Élite donne
| Pos. | Atleta                  | Società sportiva   | Corsa    | Nuoto    | Corsa    | Totale   |
| ---- | ----------------------- | ------------------ | -------- | -------- | -------- | -------- |
|      | Silvia Gemignani        | DDS                | 00:08:45 | 00:13:14 | 00:08:58 | 00:30:57 |
|      | Valeria Casprini        | Firenze Triathlon  | 00:09:07 | 00:12:55 | 00:09:39 | 00:31:41 |
|      | Valentina Filipetto     | Silca Ultralite    | 00:00:00 | 00:22:33 | 00:31:52 | 00:31:52 |
| 4    | Adelaide Cappellini     | Fiamme Oro         | 00:08:53 | 00:13:55 | 00:09:08 | 00:31:56 |
| 5    | Valeria Vergani         | Triathlon Lecco    | 00:08:48 | 00:14:03 | 00:09:37 | 00:32:28 |
| 6    | Alice Cabianca          | Bianchi Mes3Sports | 00:00:00 | 00:23:10 | 00:32:56 | 00:32:56 |
| 7    | Elena Spaggiari         | Triathlon Lecco    | 00:09:11 | 00:14:52 | 00:09:32 | 00:33:35 |
| 8    | Francesca Zampieri      | Fumane Triathlon   | 00:08:54 | 00:15:15 | 00:09:53 | 00:34:02 |
| 9    | Cristina Giribon        | Fiamme Oro         | 00:08:55 | 00:00:00 | 00:34:12 | 00:34:12 |
| 10   | Marina Matarazzo        | Balestrini Team    | 00:09:30 | 00:16:33 | 00:10:05 | 00:36:08 |
| 11   | Manuela Ascoli          | Minerva Roma       | 00:09:42 | 00:16:18 | 00:10:34 | 00:36:34 |
| 12   | Elisa Frascati          | Balestrini Team    | 00:09:56 | 00:16:15 | 00:10:38 | 00:36:49 |
| 13   | Giovanna Albertini      | Balestrini Team    | 00:09:19 | 00:18:27 | 00:09:46 | 00:37:32 |
| 14   | Daniela Cancellada      | Serenissima        | 00:09:58 | 00:18:03 | 00:10:05 | 00:38:06 |
| 15   | Enrica Cecchi           | Etruria Triathlon  | 00:09:17 | 00:19:40 | 00:09:58 | 00:38:55 |
| 16   | Elena Pandolfi          | Balestrini Team    | 00:10:20 | 00:17:55 | 00:11:04 | 00:39:19 |
| 17   | Laura Berselli          | GAM Team Brescia   | 00:09:57 | 00:19:10 | 00:10:26 | 00:39:33 |
| 18   | Lisa Melani             | Balestrini Team    | 00:10:28 | 00:17:44 | 00:11:29 | 00:39:41 |
| 19   | Serena Rossi            | Balestrini Team    | 00:00:00 | 00:29:00 | 00:40:13 | 00:40:13 |
| 20   | Francesca Caroti Ghelli | Pisa Triathlon     | 00:00:00 | 00:30:49 | 00:40:35 | 00:40:35 |